# 원발성 삼출액 림프종
원발성 삼출액 림프종(Primary effusion lymphoma, PEL)은 미만성 거대 B세포 림프종으로 분류된다. 이는 카포시 육종 관련 헤르페스 바이러스(예: KSHV/HHV8)에 감염된 개체에서 발생하는 드문 형질모세포 악성 종양이다. 형질아세포는 미성숙 형질세포, 즉 형질아세포로 분화되었으나 악성 성질로 인해 성숙한 형질세포로 분화되지 않고 오히려 과도하게 증식하여 생명을 위협하는 질병을 일으키는 B세포형 림프구이다. PEL에서 증식하는 형질모세포양 세포는 일반적으로 체강 내에 축적되어 연속적인 종양 덩어리를 형성하지 않고 주로 흉막, 심장막 또는 복막강에서 삼출물(즉, 체액 축적)을 생성한다. 이러한 공동 형태의 PEL 중 드물게 삼출물이 관절, 뇌와 척수를 둘러싸는 경막외 공간, 유방 보형물 주위에 형성되는 피막(즉, 촘촘하게 짜여진 콜라겐 섬유) 아래에서 발생한다. 덜 빈번하게, 강외 원발성 삼출액 림프종, 즉 삼출물을 동반하지 않는 고형 종양 덩어리가 있는 사람도 있다. 강외 종양은 림프절, 뼈, 골수, 위장관, 피부, 비장, 간, 폐, 중추신경계, 고환, 부비동, 근육, 드물게 림프절의 혈관계 및 부비동 내부에서 발생할 수 있다. 그러나 질병이 진행됨에 따라 고전적인 삼출 형태의 PEL을 가진 사람은 강외 종양이 발생할 수 있고, 강외 PEL을 가진 사람은 공동 삼출이 발생할 수 있다.
PEL은 일반적으로 면역력이 저하된 사람, 즉 면역 체계가 약해져 감염원 및 암과 싸울 능력이 떨어지는 사람에게 발생한다. 이러한 약화는 인간 면역결핍 바이러스(즉, HIV) 감염, 이전 장기 이식, 노화에 따른 면역력 저하 및 B형/C형 간염으로 인한 간경변증에 의해 일반적으로 더욱 촉진되는 KSHV/HHV8 감염에 기인한다. PEL의 형질세포양 세포는 또한 일반적으로 엡스타인-바 바이러스(즉, EBV)에 감염된다. EBV는 다양한 B세포 림프종을 비롯한 다양한 엡스타인-바 바이러스 관련 림프증식성 질환의 알려진 원인이다. 그러나 일부 연구에서는 EBV 감염이 KSHV/HHV8 감염과 협력하여 이 질병의 발병 및 진행을 촉진한다고 제안하지만 PEL 발병에서 이 바이러스의 역할은 명확하지 않다.
공식적으로 PEL은 2016년 세계보건기구(WHO)에 의해 KSHV/HHV8 양성 및 KSHV/HHV8 유발 거대 B세포 림프종으로 정의된다. 이 림프종은 또한 악성 형질모세포를 포함하는 형질모세포 분화가 있는 림프성 신생물 그룹에 속하지만 축적되는 조직 유형, 운반하는 유전자 이상 및 발생과 관련된 소인 조건이 PEL과 다르다. 모든 PEL 사례의 각각 50%, 30%, 60% 이상이 이미 KSHV/HHV8 양성 카포시 육종, 인간 헤르페스바이러스 8 관련 다심성 캐슬만병 및 (특히 HIV 양성인 사람의 경우) 환자에게서 발생한다. 이는 EBV에 감염된 형질모세포가 있다는 증거이다.
원발성 삼출액 림프종은 다양한 화학요법 치료에 대한 저항성이 매우 높은 매우 공격적인 암이다. 평균 생존 기간은 약 5개월이며, 1년, 3년, 5년 전체 생존율은 각각 30%, 18%, 17%에 불과하다. 그러나 많은 경우 이러한 높은 사망률은 적어도 부분적으로 기저 질환, 특히 HIV 감염자의 HIV/AIDS의 치사율을 반영한다. 근본적인 소인 질환을 포함한 새로운 치료 전략은 PEL의 예후를 향상시킬 수 있다.